# Til Fjord og Fjeld
|  | Denne artikel er oprettet af botten Steenthbot ud fra en ekstern database. Den kan derfor have sproglige fejl eller mangler. Denne skabelon kan fjernes efter kontrol af indholdet. |

Til Fjord og Fjeld er en dansk dokumentarfilm fra 1971 instrueret af Aksel Hald-Christensen.

## Handling
Idylliske ferie- og naturbilleder fra de svenske og norske fjorde og fjelde samt nogle af de to broderlandes turistseværdigheder. Turen går først med færge fra Grenå til Varberg i Halland og derefter op igennem Sverige til bl.a. Gøteborg, Trollhättan ved søen Vänern og Karlstad. I Norge går rejsen forbi bl.a. Oslo og Sandviken.